# 辞書学
辞書学（じしょがく、英: lexicography）は、辞書を主たる研究対象とし、その構成・内容・編纂方法・使用・歴史など、言語的および実務的な問題を扱う学問である。辞書学に携わる人は辞書学者（英: lexicographer）と呼ばれる。

## 概要
「実践」と「理論」の二つの独立したグループに分けられるが、それらは等しく重要である。
実践的辞書学
辞典を編纂、記述し、編集する技術のことである。
理論的辞書学
ある言語の語彙目録（辞典）における意味論的、統語論的、そしてパラダイム上の関係を分析して記述するという学問の分野のことである。別名メタ辞書学ともいわれる。これは、辞書中のデータ、特定の種類の状況下にある利用者による情報要求、そして利用者が紙辞書あるいは電子辞書に含まれる情報にどうすれば最もうまくたどり着けるか、という三つを結び付ける構成要素や構造についての理論を発展させている。
一般的な辞書学は一般的な辞書のデザインや編集、用法や価値に焦点を置いている。一般的な辞書とはすなわち、一般的に使用される言語についての記述をしている辞書のことである。そのような辞書は通常、一般辞書あるいはLGP辞書（Language for General Purposes Dictionary）と呼ばれる。一方で専門的な辞書学は、比較的制限された一つないし二つ以上の専門分野について言語学的な実際の要素を記載している専門的な辞書（通常、専門辞書〈specialized dictionary〉あるいはLSP辞書〈Language for Specific Purposes Dictionary〉と呼ばれる）のレイアウトや編纂、使用法や価値に焦点を当てている。例えば法辞書学（legal lexicography）はこれに該当する。1994年にサンドロ・ニールセン（Sandro Nielsen）が述べたところによると、専門辞書は多分野、一分野、もしくは下位分野についての辞書のことである。
近接する分野として、語彙を扱う言語学の部門である語彙論が挙げられるが、語彙論の定義に関しては、辞書学とは違って意見の相違がある。「語彙論」を理論的辞書学の同義語として捉える人もいるが、ある特定の言語における言葉の目録に関わる言語学の一部を意味するものと見なす人もいる。しかし辞書学がひとつの独立した学術分野であり、応用言語学の分派ではないということは、今では広く受け入れられている。

## 語源
英語では1680年に造語されたが、「辞書学」という単語はギリシア語のλεξικογράφος lexikographos「辞書編纂者」に由来している。この言葉自体は λεξικόν lexicon、つまりλεξικός lexikosの中性形「言葉の、言葉のための」、λέξις lexis「言葉」（λέγω lego「言うこと」からの転用）そして γράφω grapho「搔く、または書くこと」に由来している。

## 見地

### 実践的の場合
実践的辞書学の仕事は幾つかの作業を含んでおり、よく練られた辞典を編纂するためには次のうち幾つか、あるいは全てについての綿密な考慮が必要となる。
- 予期される利用者（言語、非言語的な能力）を記述し、そのニーズを特定すること
- その辞典の伝達、認知機能を定義すること
- その辞典の構成要素を選別し、組織すること
- 辞書中の情報を表すための適切な構造（枠構造、区分構造、マクロ構造、ミクロ構造、他所参照〈cross-reference〉構造）を選択すること
- 見出し語として体系化するために単語と接辞を選ぶこと
- 連語や熟語、例文を選ぶこと
- 派生形をまとめるために単語や単語の一部について基本形（Lemma）を選択すること
- 言葉の定義を行うこと
- さまざまな定義を整理すること
- 単語の発音を特定すること
- 定義や発音を適宜、使用域や方言を加味して分類すること
- 複数言語の辞書において相当語句を選択すること
- 複数言語の辞書において連語や熟語、用例を翻訳すること
- 利用者が紙辞書や電子辞書内の情報に到達できる最も良い方法を考案すること

辞書学の一つの重要な目的は、利用者が被る辞書情報の不便さ（lexicographic information cost）をできる限り小さくすることである。ニールセンは2008年に、辞書を作る際に編纂者が考慮すべきさまざまな点を述べている。これらはいずれも、個々の辞書の利用者が受ける印象や辞書利用に影響を与える。

### 理論的の場合
理論的辞書学は辞書学と同じ側面に関わっているが、将来の辞書の質を、例えば辞書内の情報を入手する方法やその不便さの点において改善し得る原理を作り出すことを目的としている。辞書についてのそのような学問的研究のうち、幾つかの観点や派生が顕著になってきている。以下に例を挙げる。
批評
長短・優劣・是非などの指摘によって一つ以上の辞書の質を評価すること。例えばニールセンが1999年に述べたようなもの。
歴史
特定の国または特定の言語におけるある種の辞書や辞書学の伝統を調査すること。
類型論
参考図書のさまざまなジャンルを類別すること。例えば辞書と百科事典、一言語辞書と二言語辞書、一般辞書と専門辞書あるいは非母語話者向け学習辞書など。
構造
情報が表現されるさまざまな方法を定めること。
使用法
利用者が辞書を引く行動やその技術を観察すること。
IT化
辞書の編纂過程にコンピュータを導入すること。
考慮しておくべき重要なことの一つとして二言語辞書学、二言語辞書編集法がある。これは二言語辞書のあらゆる面での編集と使用である。この種の辞書には比較的長い歴史があるが、二言語辞書は、特に片方が主要な言語ではない場合、一言語辞書と比べて多くの点において未発達であるということがよくいわれている。このことが新たな派生を生み出すこともある。例えばA・S・ホーンビーの(Oxford) Advanced Learner’s English-Chinese Dictionary 、これは既存の一言語辞書（オックスフォード現代英英辞典）を翻訳して作成されたものであり、このような準二言語辞書ないし二言語化辞書はその一例である。しかし、LSPや学習者用、百科事典的なものなど、二つ以上の言語に関わる場合にはあらゆる分野における参考資料があるわけではない。

### 学会
- Centre for Lexicography EN version
- Dictionary Society of North America
- Euralex – European Association for Lexicography
- Afrilex – African Association for Lexicography
- Australex – Australasian Association for Lexicography
- Nordic Federation for Lexicography
- Asialex – Asian Association for Lexicography